# ناحية جديدة عرطوز
ناحية جديدة عرطوز إحدى نواحي سوريا تتبع إداريّاً لمحافظة ريف دمشق منطقة قطنا ومركزها بلدة جديدة عرطوز، إحدثت بموجب قرار وزارة الإدارة المحليّة والبيئة رقم 85/ن بتاريخ 23/07/2020.

## بلدات وقرى ناحية جديدة عرطوز
- جديدة عرطوز
- عرطوز
- ضاحية يوسف العظمة
- مساكن جديدة عرطوز العسكرية
- كوكب
- جديدة الفضل